# America (album de Kurtis Blow)
Pour les articles homonymes, voir America.
Albums de Kurtis Blow
Ego Trip
(1984) Kingdom Blow
(1986)
Singles
1. If I Ruled the World
Sortie : 1985

America est le cinquième album studio de Kurtis Blow, sorti en octobre 1985.
L'album s'est classé 18e au Top R&B/Hip-Hop Albums et 153e au Billboard 200.

## Liste des titres
| 1. | America           | Kurtis Blow        | Inaugural Address de John F. Kennedy                                                                                  | 6:17 |
| 2. | America Dub Mix   | Blow               | | 2:42 |
| 3. | Super Sperm       | Blow               | | 1:16 |
| 4. | AJ Meets Davy DMX | Blow, David Reeves | Celebrate the Good Things de Pleasure Kool Is Back de Funk, Inc. I Can't Stop de John Davis and the Monster Orchestra | 6:37 |
| 5. | Hello Baby        | Blow, Reeves       | | 6:42 |

| 1. | If I Ruled the World            | Blow, Reeves, AJ Scratch             | Pump Me Up de Trouble Funk Change the Beat (Female Version) de Beside                                                                        | 7:10 |
| 2. | Respect to the King             | Blow, Delaney McGill                 | | 1:57 |
| 3. | AJ is Cool                      | Blow, Reeves                         | Basketball de Kurtis Blow Ain't We Funkin' Now des Brothers Johnson The Breaks de Kurtis Blow Tough de Kurtis Blow AJ Scratch de Kurtis Blow | 5:51 |
| 4. | Summertime Groove               | Blow, Danny Harris, Robert Robertson | Bandstand Boogie de Les Elgart | 5:44 |
| 5. | MC Lullaby                      | Blow                                 | | 0:28 |
| 6. | Don't Cha Feel Like Making Love | Andrew Foster, Harris                | | 4:16 |